# Cithareloma
Cithareloma é um género botânico pertencente à família Brassicaceae.

## Espécies
- Cithareloma canescens
- Cithareloma gedrosiacum
- Cithareloma lehmanni
- Cithareloma registanicum
- Cithareloma vernum